# Új-kaledóniai óriásgekkó
Az új-kaledóniai óriásgekkó vagy Leach óriásgekkója (Rhacodactylus leachianus) a hüllők (Reptilia) osztályában a gyíkok (Sauria) alrendjébe, és a gekkófélék (Gekkonidae) családjába tartozó faj. Elsőnek Georges Cuvier fedezte fel 1829-ben. Testhossza a 360 millimétert is meghaladhatja, ezzel a világ legnagyobb ma is élő gekkófaja. Az izolált gigantizmus egyik példája. Három elismert alfaja van; a R. l. aubrianus, a R. l. henkeli, és a R. l. leachianus.

## Származása, elterjedése
Új-Kaledónia esőerdeiben honos. A fő sziget (Grande Terre) déli és keleti részén fordul elő az 500–1100 m magasságtartományban; elterjedésének északi határa a Mandjélia hegy. Kisebb szigetek közül a Pines-szigeten és a körülötte sorjázó szirteken is megtalálható.

## Megjelenése
Bőre ráncos; zöldes, barnás vagy szürkés árnyalatú, esetenként márványszerű mintákkal tarkított. Farka rövid és vaskos. Szeme sárgás, pupillája hosszúkás.

## Életmódja, élőhelye
Nokturnális, tehát éjszaka aktív. A középső lombkoronaszint lakója, főként fák odvaiban lakik. Rovarokkal, gyümölccsel és kisebb hüllőkkel táplálkozik, de fogságban a fiatal egereket is megeszi. A nőstény R. leachianus 1-2 tojást rak, ezek 60-90 nap múlva kelnek ki.

## Fogságban tartása
Fogságban átlag 15–20 évig él. Az egy terráriumban tartott hímek gyakran versengenek, ezért együtt tartásuk nem javasolt. A nőstények szociálisabbak, több nőstényt is tarthatunk együtt. Egy hímhez legfeljebb két nőstényt helyezhetünk.

## Fordítás
- Ez a szócikk részben vagy egészben  a   Rhacodactylus leachianus című angol Wikipédia-szócikk ezen változatának fordításán alapul.  Az eredeti cikk szerkesztőit annak laptörténete sorolja fel. Ez a jelzés csupán a megfogalmazás eredetét és a szerzői jogokat jelzi, nem szolgál a cikkben szereplő információk forrásmegjelöléseként.